# Sampo Karjalainen
Sampo Karjalainen (nacido el 2 de mayo de 1977, en Tampere, Finlandia), es el creador oficial de Sulake y fundador de Habbo; un mundo virtual en línea diseñado para adolescentes. Habbo, tiene cobertura en 30 países y en todos los continentes del mundo. Hoy, el hotel predominante es el de España.

## Educación
Sampo Karjalainen, estudió literatura, física teórica y procesamiento informático en la Universidad de Helsinki.

## Carrera profesional
- En 1994, trabajó en "To the Point".
- En 1998, trabajó en "Satama Interactive".
- En 2000, trabajó en "Ego Taivas media lab".
- En 2000, fundó junto a Aapo Kyrölä la compañía Sulake y la red social Habbo.